# World of Tanks
World of Tanks (с англ. — «Мир танков»; сокр. WoT) — клиентская командная массовая многопользовательская онлайн-игра, посвящённая бронированным машинам середины XX века. В распоряжении игроков более 45 боевых карт, созданных на основе реальных локаций времён Второй мировой войны, и исторически достоверная техника 11 наций общей численностью более 800 единиц.
Концепция World of Tanks базируется на командных танковых сражениях игроков между собой (PvP), в которых каждый игрок управляет бронированной боевой машиной. В игре представлено пять типов техники (лёгкие, средние, тяжёлые танки, ПТ-САУ, САУ, штурм-САУ и огнемётные танки), каждый из которых имеет отличительные особенности игрового процесса и роли в бою.
Игра вышла 12 августа 2010 года и изначально имела только русскоязычную версию. Выпуск локализованной игры World of Tanks в Европе и в Северной Америке состоялся 12 апреля 2011 года.
Игра использует бизнес-модель free-to-play. Изначально декларировалось только бесплатное скачивание клиента и бесплатный вход в игру, но в июне 2013 года объявлено, что стратегией для всех действующих и будущих игр является «free-to-win» — полное отсутствие каких-либо преимуществ в бою для платящих игроков.
World of Tanks является четырёхкратным победителем ежегодной премии Golden Joystick Awards (в номинациях «Лучшая ММО» в 2012 году, «Лучшая онлайн-игра» в 2013 году, а также «Лучшая игра, в которую всё ещё играют» в 2017 и 2018 годах). Кроме того, игра поставила два мировых рекорда по версии Книги рекордов Гиннесса. В 2011 году был установлен мировой рекорд по одновременному пребыванию игроков на одном MMO-сервере — 91 311 пользователей. Позже был установлен ещё один мировой рекорд по одновременному пребыванию игроков на одном серверном кластере — 1 114 337 пользователей.
В процессе развития World of Tanks сотрудничала со шведской метал-группой Sabaton, бывшим капитаном и вратарём итальянской сборной по футболу Джанлуиджи Буффоном, японской аниме-серией Girls und Panzer, настольной военной игрой Warhammer 40,000, шведским актёром и мастером боевых искусств Дольфом Лундгреном, с композитором игр серии Silent Hill Акирой Ямаокой, с американским киноактёром и мастером боевых искусств Чаком Норрисом и с Арнольдом Шварценеггером.
С момента выхода World of Tanks стала культурным феноменом в ряде стран по всему миру. По состоянию на март 2018 года аудитория версии для ПК насчитывала свыше 160 000 000 зарегистрированных игроков по всему миру.
Серия World of Tanks обзавелась версией для мобильных и компьютерных платформ — World of Tanks Blitz, а также версией для игровых консолей Xbox One, PlayStation 4, PlayStation 5 и Xbox 360 под названием World of Tanks Console. Помимо видеоигр, в 2013 году была выпущена настольная игра под названием World of Tanks: Rush, а издательство Dark Horse Comics опубликовало комикс World of Tanks: Roll Out, основанный на вселенной World of Tanks. Авторами комикса выступили Гарт Эннис и Карлос Эскерра.
По данным аналитической компании Global Web Index, в 2021 году World of Tanks стала наиболее популярной игровой франшизой среди российских интернет-пользователей в возрасте от 16 до 64 лет.
Также, согласно исследованию Nielsen, World of Tanks является самой популярной и одновременно самой известной видеоигрой на Украине.
В октябре 2022 года в России и Беларуси название игры было изменено на «Мир Танков». Lesta Games также рассказала о переходе на новую точку доступа к игре — Lesta Game Center.

## Игровой процесс

Скриншот из альфа-версии игры World of Tanks. Карта «Малиновка». Т-44 атакует аналогичный вражеский танк.

Перед началом игры игрок проходит «Учебный полигон», в котором обучается основным принципам игры. Потом игрок получает в своё распоряжение по одному танку первого уровня 11 стран: СССР (МС-1), Германия (Leichttraktor), США (T1 Cunningham), Франция (Renault FT), Китай (NC-31), Япония (Renault Otsu), Чехословакия (KH.50), Швеция (Strv fm/21), Италия (Fiat 3000), Польша (4TP) и Великобритания (Cruiser Mk.1) — все из них лёгкие танки, но до обновления 1.9 британским танком первого уровня был средний танк Vickers Medium Mark I (в патче 1.9 его перевели в статус коллекционного), с полностью обученным экипажем. Участвуя в сражениях, игрок зарабатывает кредиты (игровая валюта), тренирует экипаж и накапливает очки опыта для получения доступа к новым модулям и боевым машинам. Каждая модель бронетехники имеет ряд модулей — орудие, башню, ходовую часть, двигатель и радиостанцию — которые можно заменить на более совершенные образцы. Апгрейды техники производятся в «ангаре» в промежутках между боями. Кредиты расходуются на ремонт повреждённого танка, приобретение боеприпасов, расходных материалов и дополнительного оборудования; на них также приобретаются усовершенствованные узлы и новые боевые машины. От неиспользуемого оборудования, боеприпасов и танков можно избавиться, выручив половину от их первоначальной стоимости. В дальнейшем планируется ввести возможность внутриигровой торговли между игроками.
Игрок берёт на себя управление одной из боевых машин, доступных в игре, и попадает в бой против других игроков на случайной карте. При этом в одной команде могут сочетаться танки разных стран и годов выпуска, реальные танки и экспериментальные модели. Условие победы в битве — полное уничтожение команды противника либо захват его базы, для чего один или несколько танков должны находиться в отмеченной зоне некоторое время, не получая при этом повреждений. Успех сражения зависит от сочетания тактики и стратегии, так как все машины имеют свои уникальные роли и обязанности на поле боя. Например, задача лёгких танков — помогать своей команде, обнаруживая технику противника, а не наносить ей огромный урон. Исход боя зависит от того, насколько хорошо игрок знает нюансы своей машины, её плюсы и минусы.
Чтобы победить, во всех режимах (кроме Линии фронта) достаточно уничтожить всю технику противника за отведённое время. В некоторых режимах предусмотрены дополнительные способы победить, например захват базы противника или нейтральной базы, а также оборона собственной базы, пока не истечёт время боя.
С обновлением 0.7.4 были введены режимы «Штурм» (одна из команд должна, отбив атаку команды противника, удержать базу) и «Встречный бой» (команды пытаются захватить единственный на карте контрольный пункт).
С обновлением 8.9 был введён режим «Командный бой» (команда состоит из семи игроков с использованием техники до восьмого уровня включительно, которая подбирается не случайным образом, а на основе личного рейтинга игроков).
Общение между игроками во время боёв и координация действий осуществляются через текстовый чат либо по голосовой связи (между игроками в составе взвода, роты, либо в тренировочных комнатах). Игрок, танк которого уничтожен, выбывает из боя, но может либо наблюдать за сражением в режиме свободно переключающейся камеры, либо покинуть поле боя и вернуться в ангар, откуда немедленно отправиться в другое сражение на другом танке, или дождаться возвращения повреждённого танка из боя. Имеется рейтинговая система, которая отображает статистику побед и поражений и фиксирует достижения отдельного игрока.
Имеется несколько основных режимов камеры: вид от третьего лица, когда игрок наблюдает за танком со стороны и вид через прицел, который приближает объекты для более точных выстрелов. Существует также и третий режим камеры — гаубичный (при использовании САУ с навесным огнём). При включении этого режима можно наблюдать часть карты сверху, приближая или отдаляя камеру для прицеливания.
Большое значение в World of Tanks уделяется исторической достоверности боевых машин. Это касается их внешнего вида, близкого к реалистичности бронирования, расположения внутренних и внешних агрегатов и экипажа. При создании моделей танков разработчики консультируются с военными историками и экспертами в области танкостроения. Вся историческая достоверность ни в коем случае не влияет на механику передвижения и боевую эффективность в аркадной игре.
В игре реализована сложная модель повреждений, учитывающая тип и толщину брони, скорость снаряда и угол его встречи с бронёй, тип боеприпаса и ряд других факторов. Состояние танка тоже не исчерпывается единственным параметром «здоровья»: в конструкцию каждой машины заложены объекты, соответствующие двигателю, ходовой части, орудию, боеукладке, бензобакам и прочим наиболее важным в функциональном плане узлам, а также членам экипажа; при этом каждый такой объект может быть повреждён индивидуально, что соответствующим образом скажется на поведении танка: повреждение двигателя может обездвижить танк, пробитый бак может вызвать пожар, а контуженный командир не сможет эффективно обнаруживать замаскированные вражеские танки. Нанесение урона, попадание и всяческие «вероятности» рассчитывается алгоритмом игры и эти расчёты зависят от вашей эффективности игры. Чем выше эффективность, тем ниже вероятность попадания в цель, пробитие брони, повреждение модулей. В алгоритме заложена вероятность 25 %. Задача алгоритма поддерживать на одинаковом уровне игроков и удержания их в игре.
Обновление 0.8.0 добавило в игру реалистичную физику движения: теперь техника игроков может забираться на склоны возвышенностей, спускаться или даже падать с них, получая в некоторых случаях повреждения, тонуть в водоёмах на карте. Кроме того, при поворотах в движении на высокой скорости появляются заносы.
В обновлении 0.9.14 добавлена новая физика движения танков: движение, взаимодействие с другими танками и объектами на картах, а также возможность переворота танков.
В обновлении 1.0 был полностью изменён движок игры, переработаны текстуры в HD качество, обновлены саундтреки, введена физика разрушаемости.
Однако, несмотря на детальную проработку внешнего вида танков, приближенную к реальности модель повреждений, расчёты баллистики и повреждения брони, достоверность поведения бронетехники в бою принесена разработчиками в жертву «играбельности»: упрощено управление, ускорено движение танка и перезарядка орудия, обзор адаптирован под игрока. Сами разработчики тоже не отрицают аркадных элементов игры:
Wargaming.net: Мы предпочитаем называть нашу игру MMO-экшеном. Хотя черты и симулятора, и аркады в игре присутствуют. Стопроцентным танковым симулятором World of Tanks назвать нельзя, потому что ставка делается не на абсолютную достоверность в управлении танками, а на динамику боев. Мы не ставили перед собой цели создать сложный симулятор, так как это могло бы повредить интенсивному и захватывающему геймплею. Так что World of Tanks — это скорее сетевой экшен с элементами симулятора, аркады и даже стратегической игры.Сайт «Gameplanet.by», 12 января 2010 г.
В игре реализован «туман войны»: местонахождение бронетехники противника неизвестно, вражеский танк становится видимым для игрока только в случае, если командир его танка способен «разглядеть» вражескую машину; при этом обнаруженный танк становится виден и другим игрокам команды в радиусе действия рации обнаружившего. Вероятность обнаружения противника зависит от дальности обзора из танка, опытности экипажа, использования противником маскировки, а также целого ряда других факторов, и рассчитывается динамически; ввиду сложности и ресурсоёмкости расчёт видимости может происходить с задержкой.
Разработчики не исключают возможности появления в игре средств поддержки танков, таких как авиация, артиллерия и даже пехота.
Случайные бои включают в себя бои трёх типов, в каждом из которых игроки сражаются друг против друга в формате 15 на 15 (исключение — бои танков 1 уровня).

### Стандартный бой
В боях этого типа у каждой команды есть своя база. Задача игроков — в течение 15 минут уничтожить всю технику противника либо захватить его базу.

### Штурм
В этом режиме на карте есть база, которая принадлежит обороняющейся команде. Атакующая команда должна захватить базу или уничтожить всю технику противника. Обороняющаяся команда, для победы должна продержаться 10 минут и не допустить захвата своей базы.

### Встречный бой
В боях этого типа на карте есть одна нейтральная база. Команды игроков появляются в противоположных от базы частях карты. Ключевая цель — захватить нейтральную базу или уничтожить всю технику противника.
Если машины обеих команд находятся в круге захвата базы одновременно, ни одна из команд не осуществляет захват.

### Генеральное сражение
Генеральное сражение — это специальный игровой режим, в котором на карте одновременно сражаются 60 игроков (30 на 30). Бои проходят на картах большего размера, созданных специально с учётом роста числа игроков. К участию в режиме допускается только техника Х уровня.

### Линия фронта
Впервые этот режим был представлен в 2018 году в рамках игрового события, ограниченного по времени. В нём игроки сражаются на машинах VIII уровня в формате 30 на 30 игроков. У каждой из команд своя задача:
- Атакующая команда должна прорвать оборону противника и уничтожить минимум 3 из 5 крупнокалиберных орудий на его территории.
- За захват точек атакующая команда получает дополнительное время на выполнение главной задачи.
- Задача обороняющейся команды — сдерживать силы противника, пока не истечёт время боя.

В отличие от других режимов здесь присутствует механика возрождения, которая позволяет игроку вернуться в бой спустя некоторое время после того, как его машина была уничтожена. Если машина игрока была уничтожена, он может выбрать другую и вернуться на ней в бой, либо подождать, пока уничтоженная машина снова станет доступна.
В начале 2019 года режим снова вернулся в игру в слегка изменённом формате. Вместо недельного события, в 2019 году сезон «Линии фронта» продолжался 10 месяцев — с февраля по ноябрь. Каждый месяц режим был доступен в течение одной недели.

### Ранговые бои
Ранговые бои — это сезонный режим, построенный по правилам Стандартного боя. Команды в этом режиме подбираются с учётом ранга игроков, а для игры доступна только техника Х уровня. Игроки начинают с нулевого ранга, однако по итогам каждого боя они могут получать шевроны в зависимости от заработанного «чистого» опыта. Продвигаясь по рангам, игрок проходит дивизионы и может попасть в ту или иную призовую лигу.

### Командные бои
С обновлением 9.4 в игре появились Командные бои, которые проходили в формате 7/54. В каждой команде было по 7 игроков, а для игры была доступна техника VI, VII и VIII уровней. Сумма уровней всех машин в команде не должна была превышать 54 очка. Например, команда могла состоять из шести машин VIII уровня и одной машины VI уровня.
Командные бои были убраны из игры 6 августа 2019 года.

### Тренировочный бой
В этом режиме игроки (минимум двое) могут создавать свои комнаты и выбирать любую карту для игры. Здесь игроки не зарабатывают опыт и кредиты в бою, и хотя ремонт техники бесплатный, до обновления 1.22 за пополнение снаряжения и боеприпасов необходимо было платить.
В этом режиме игроки могут экспериментировать с различными игровыми механиками, исследовать карты, планировать боевые действия и стратегию, а также обучать новых игроков.

## Специальные игровые режимы
В игре периодически появляются ограниченные по времени специальные режимы, которые относятся к важным событиям. Например, таким образом в игре отмечался Чемпионат мира по футболу, День смеха и столетие с момента создания первого танка (Mark I). Первый такой режим появился в 2014 году и был приурочен ко Дню смеха. В нём игроки оказывались на разрушаемой карте, выполненной в 8-битном стиле, и управляли кубическими танками.

### Специальный режим ко Дню космонавтики
В 2021 году в честь 60-летия со дня первого полёта человека в космос в World of Tanks прошло космическое игровое событие «К звёздам!». «Танкистам» предстояло проходить боевые задачи и зарабатывать специальные Звёздные очки. Самой желанной наградой за прохождение личного прогресса был Юрий Алексеевич Гагарин в качестве командира танка. Следить за общим прогрессом, узнавать состав задач и получать награды игроки могли на специальном сайте, посвящённом легендарному полёту первого космонавта. Кроме того, здесь можно было узнать подробности о ключевых моментах из жизни Юрия Гагарина.

## Игровые механики
Типы техники
В World of Tanks игрокам предлагается свыше 700 моделей техники 11 танкостроительных держав. Техника является основой игрового процесса World of Tanks, поэтому она воссоздана в игре с максимально возможной достоверностью. Команда разработки ищет чертежи в различных музеях по всему миру, чтобы машины, присутствующие в игре, выглядели максимально аутентично. Более того, в игре воссозданы образцы техники, которые существовали только на бумаге.
Каждая машина переносится в игру таким образом, чтобы наиболее точно соответствовать своему реальному прототипу. Однако некоторые параметры могут быть изменены в угоду игровому процессу и механикам. Кроме исторически достоверных образцов, в игре также представлены более фантастические модели, например танк Primo Victoria, созданный в сотрудничестве с группой Sabaton, или КВ-2 (Р), оформленный в стиле Valhallan Ragnarok, который попал в игру прямиком из вселенной Warhammer 40,000. Показ неисторичных элементов кастомизации можно отключить в настройках.
В World of Tanks представлена техника пяти различных типов: лёгкие танки, средние танки, тяжёлые танки, ПТ-САУ и самоходные артиллерийские установки (САУ). У каждого типа техники есть свои уникальные элементы игрового процесса.
Для каждой нации представлена как минимум одна линейка техники (в игре именуемая Деревом исследований), которая начинается с машины первого (I) уровня и заканчивается машиной последнего, десятого (Х) уровня.
Машины состоят из нескольких модулей: орудие, башня, двигатель, ходовая и радиостанция. Все машины в World of Tanks по-своему уникальны: они различаются количеством модулей, доступных для изучения и установки, а количество членов экипажа может варьироваться от двух до шести.
На поле боя машины выполняют различные роли, обусловленные их типом. Лёгкие танки лучше подходят для обнаружения техники противника и поддержки союзников, в то время как тяжёлые танки могут играть более напористо.
Толщина брони также различается в зависимости от машины. Не все снаряды, выпущенные из орудия, пробивают броню цели. Бронепробитие у каждой машины разное и зависит от установленного орудия и выбранного типа снарядов.

#### Прогрессия
Каждое Дерево исследований состоит минимум из 10 машин. Все игроки начинают с машин первого уровня. Некоторые нации состоят только из одной ветки Дерева развития, в то время как в других нациях есть ветки каждого типа техники.
Игроки зарабатывают опыт и кредиты, сражаясь во всех игровых режимах (кроме Тренировочного боя). Эти ресурсы тратятся на исследование и покупку техники, обучение экипажа, а также на приобретение модулей и оборудования.

#### Типы опыта
В игре есть три типа опыта: боевой опыт, свободный опыт и опыт экипажа.
Боевой опыт — это опыт, который игроки зарабатывают в боях. Он привязан к машине, на которой был заработан. Кроме того, его можно перевести в свободный опыт за золото. Боевой опыт также можно использовать, чтобы ускорить обучение экипажа.
Свободный опыт зарабатывается в каждом бою в размере 5 % (если в этот момент не проводится какая-нибудь акция) от полученного боевого опыта. Свободный опыт не привязан к определённой машине и может быть использован для исследования модулей или техники, а также обучения экипажа. Игроки могут исследовать новую технику за свободный опыт. Однако, чтобы исследовать новую машину, игрок должен исследовать предыдущую машину в ветке, а также все модули, необходимые для исследования желаемой техники.
Опыт экипажа может использоваться для обучения членов экипажа до 100%-го уровня владения основной специальностью, изучения умений и навыков. Умения начинают работать сразу после выбора. Их эффективность растёт по мере изучения. Навыки, в свою очередь, начинают работать только после полного изучения. Например, члены экипажа могут изучить навык «Шестое чувство» (индикатор, который показывает, что противник обнаружил машину игрока), умение «Ремонт» (ускоряет ремонт повреждённых модулей машины) или умение «Наставник» (экипаж игрока зарабатывает больше опыта в каждом бою).

#### Кредиты и опыт
Количество кредитов и опыта, заработанных за бой, зависит от ряда факторов, включая нанесённый урон, обнаруженную технику противника и содействие в нанесении урона (обнаружение или обездвиживание машин противника). Игроки, у которых есть Танковый премиум аккаунт, зарабатывают на 50 % больше опыта и кредитов в бою. Кредиты тратятся на ремонт техники, а также на пополнение боезапаса и снаряжения. Таким образом, в бою можно потратить больше кредитов, чем заработать.
Зарабатывая опыт и кредиты, игроки получают доступ к технике более высокого уровня. В некоторых случаях, чтобы исследовать новую машину, игроку необходимо исследовать определённые модули предыдущей машины. При этом покупать их не обязательно.

#### Оборудование и снаряжение
После исследования модулей игроки могут их комбинировать, изменяя таким образом характеристики машины и её роль в бою.
Кроме того, игроки могут устанавливать на свою технику различное оборудование и покупать снаряжение. Оборудование влияет на определённые параметры машины. Например, оборудование «Просветлённая оптика» увеличивает радиус обзора на 10 %.
Снаряжение бывает двух видов — стандартное и премиум. Например, при помощи стандартного ремкомплекта (в игре он называется «Малый ремкомплект») можно починить один повреждённый модуль машины игрока, в то время как более дорогой премиум ремкомплект (в игре называется «Большой ремкомплект») позволит починить сразу все повреждённые модули машины.

#### Внутриигровые награды
В игре весьма развита система внутриигровых наград и достижений. Особняком стоит категория эпических наград — медалей, которые можно получить за успешное противостояние более сильным противникам — превосходящим по уровню техники, количеству, и т. д. Все эпические награды названы в честь реальных танкистов-асов Второй Мировой войны — медаль героев Расейняя, медали имени Колобанова, Бийота, Орлика, Пула, Тарцая, Думитру, Бурды, Фадина и многих других, за исключением немцев. Существовавшая в первые годы игры медаль имени самого результативного танкиста Второй Мировой войны Виттмана была переименована, а затем вовсе исключена из системы наград.

## Командная игра
Примером многопользовательской игры с развитой системой командного взаимодействия может служить World of Tanks. Помимо индивидуальных боёв, боёв взводами и ротами, в World of Tanks существует возможность создания игровых кланов, а сами кланы являются логическим развитием и пиком эволюции командных боёв и, в свою очередь, формируют клановые коалиции (объединения более высокого по сравнению с кланами порядка) из союзников.
На момент онлайн-релиза в игре был возможен только вход в бой взводами до трёх танков либо тренировочные бои. В версии 0.6.2 были введены ротные бои 15 на 15 человек; патч 0.6.2.8 ввёл в игру кланы и межклановые бои за территории на глобальной карте, называющиеся в игре «Мировая война». Также в игре существовал режим командных боев 7 на 7 игроков, который был отключён в версии игры 1.6.
Для ведения клановых боев в режиме «Мировая война» предназначена глобальная карта, включающая Европу, части Азии, Северной Африки, Северной Америки и всю территорию России. Сама карта разделена на несколько зон (провинций) влияния, за контроль над которыми и происходят сражения между кланами. Для провинций существует возможность их захвата, удержания под своим контролем или перехода в результате боёв к другому клану.
Новый клан, желающий вступить в бои за территорию, должен подать заявку на десантирование в одной из множества доступных для этого зон, после чего ему предстоит турнир на выбывание от 1/32 до финала, в котором нападающий клан должен будет сражаться с с действующим обладателем зоны. Чем больше территорий будет находиться под контролем клана, тем больше игровых преимуществ он получает. За владение территорией в казну клана поступает более ценная внутриигровая валюта — «золото», обычно покупаемая за реальные деньги. В зависимости от географического положения и исторического наследия провинции клан получает от неё от нескольких десятков до нескольких тысяч ежедневно. Также количество «золота», получаемого с территории, растёт с её отдалением от зоны десантирования и доходит до 4560 единиц в сутки, тогда как в зоне десанта в сутки кланы получают только 240 единиц. Полученным в боях «золотом» распоряжается командир, заместитель командира и казначей клана, которые распределяют его между участниками клана.
Наличие множества врагов и опасность нападений со всех сторон побуждает кланы заключать союзы с обязательством взаимного ненападения на провинции друг друга. Это позволяет кланам вывести войска из находящихся на границе с союзниками провинций, сосредоточить их для боёв за остальные провинции и снизить общую частоту боёв. Однако в условиях отсутствия официального механизма заключения союза (например, технической невозможности напасть на союзника до открытого расторжения договора) некоторые коалиции заканчиваются предательскими ударами в спину, но другие оказываются устойчивыми и существуют на постоянной основе с момента появления мировой карты.
С патчем 0.6.4 глобальная карта была расширена примерно до 800 провинций за счёт добавления Северной Африки, Ближнего Востока и всей территории СССР. В дальнейшем карта будет продолжать расширяться за счёт остальной части мира вплоть до Антарктиды.
Игрок, состоящий в клане, получает приписку (тег) клана в конце никнейма и доступ к отдельному внутриигровому каналу текстового общения между членами клана. Также в кланах существуют специальные чаты текстового общения для координации боевых действий.
Для клановой борьбы World of Tanks характерна очень высокая степень конкуренции. Например, по состоянию на январь 2014 года из 105 тысяч существующих в игре кланов только 985 кланов (0,9 % от всех кланов) имели очки победы клана и только 122 клана (0,1 % от всех кланов) владели провинциями (всего 479) на глобальной карте. Во владевших провинциями игровых кланах состояло около 11 тысяч игроков.

## Премиум-элементы игры
Игровая валюта в World of Tanks делится на кредиты, золото и боны. Кредиты начисляется за проведённые игроком бои, причём вознаграждаются как победа команды в целом, так и индивидуальные достижения игроков; «золото» может быть приобретено за реальные деньги, а также получено в ходе различных акций. Некоторые возможности игры доступны только при оплате «золотом»:
- покупка премиум-аккаунта с увеличенным в полтора раза получением игровых денег и опыта
- покупка премиумной бронетехники;
- покупка дополнительного места для техники в ангаре;
- покупка дополнительного места для экипажа в казарме;
- мгновенное обучение члена экипажа до максимального уровня основного навыка, а также сброс дополнительных навыков без потери опыта;
- перевод очков опыта конкретного танка в очки «свободного» опыта, которые могут быть использованы для развития любого танка;
- возможность нанесения на танк камуфляжа, красок, грунтовок и декоративных элементов на неограниченный срок;
- возможность демонтажа сложного оборудования;
- смена имени пользователя;
- покупка игровых кредитов.

Приобретение премиум-аккаунта обеспечивает 50 % прибавку к получению игровых денег (кредитов), боевого опыта и опыта экипажа в каждом бою, что позволяет сэкономить время и быстрее достичь высоких уровней в любой ветке развития;
За «золото» можно приобрести «премиумную бронетехнику», приносящую бо́льшее количество «кредитов» за бой и, как правило, более дешёвую в ремонте, чем аналогичная бесплатная бронетехника. Разработчики игры заявляют, что премиумная бронетехника не является всепобеждающими «убермашинами» на поле боя, «за реальные деньги нельзя получить какие-нибудь сверхважные бонусы» и «платные услуги не дают серьёзных преимуществ в битвах; важнее всего „прямые руки“ и тактическое мышление».

## Экономика
Кредиты (жарг. «серебро») — основная внутриигровая валюта, зарабатываемая в сражениях. С её помощью можно развиваться в игре, покупать новую технику, снаряжение и оборудование, пополнять боекомплект и отправлять на обучение танковые экипажи.
Опыт — игровой ресурс, зарабатываемый в боях. За опыт можно исследовать модули и новую технику. Кроме того, опыт необходим для обучения экипажей боевых машин. Опыт делится на боевой, свободный и опыт экипажа.
Премиум-техника — это боевые машины, которые не нужно исследовать и на них не надо ничего исследовать. Сражаясь на премиум-технике, игрок получает увеличенную порцию опыта и кредитов, бонус к прокачке экипажа и статус «Элитный», позволяющий ускорить накопление свободного опыта.
Премиум аккаунт — этот статус позволяет продвигаться в ветке развития гораздо быстрее. С премиум аккаунтом зарабатывается гораздо больше опыта и кредитов за каждый бой. Приятным дополнением к преимуществам премиум аккаунта служит чистый и просторный ангар (до обновления 1.0) и возможность добавить в исключения одну дополнительную карту (при использовании танкового премиум аккаунта). А также в последнее время практикуется возможность предварительной покупки новой премиальной техники для Пользователей с премиум аккаунтом.
Игровое золото — внутренняя валюта, позволяющая ускорить развитие в игре. С помощью «золота» можно приобретать премиум технику и премиум аккаунт. Кроме того, игровое золото позволяет переводить накопленный опыт в свободный и использовать его для исследования любой другой боевой машины.
Боны — особая игровая валюта, которую можно получить в случайных боях играя на технике 10-го уровня или получая награды на разных уровнях а также в ранговых боях и акциях. За данную валюту можно приобрести усовершенствованное оборудование, предбоевые инструкции, премиум и элитную технику.
Боны были введены в обновлении 0.9.19. Являются особой игровой валютой, которую можно получить участвуя в Ранговых боях, а также выполняя задачи в специальных фан-режимах. Некоторые достижения в бою также дают боны. А их количество зависит от уровня техники. За боны можно приобрести уникальные предметы, которые недоступны для покупки за другие валюты: усовершенствованное оборудование и предбоевые инструкции.

## Карты
Карты в игре квадратной формы, размер стандартной карты — 1000 метров на 1000 метров. Некоторые карты, например «Уайд-парк» или «Энск», имеют меньший размер (650 на 650 метров), а также есть карта «Берлин» с нестандартным размером (1050 на 1050 метров). В режиме боя «Генеральное сражение» карты имеют размер 1400 метров на 1400 метров. В режиме боя «Линия фронта» — 3000 метров на 3000 метров. В специальном игровом режиме «Стальной охотник» — 3000 метров на 3000 метров. На картах присутствуют разрушаемые объекты. В марте 2018 игра была обновлена до версии 1.0. В этом обновлении были обновлены текстуры карт с использованием технологии Core.

## Бронетехника в игре
В игре, после обновления 1.01, представлено 588 видов танков и самоходных орудий, эксплуатировавшихся либо разрабатывавшихся в СССР, нацистской Германии, ФРГ, ГДР, США, Франции, Великобритании, КНР, Китайской Республике, Японии, Чехословакии, Швеции, Италии, Польше. В будущем планируется также представить технику других стран. 29 мая 2012 года разработчики официально представили британские танки. В обновлении 0.8.10 (20 декабря 2013 года) разработчики представили японские танки.
В игре присутствуют как танки, реально участвовавшие в боевых действиях, так и экспериментальные модели, существовавшие лишь на чертежах или в прототипах (одним из примеров служит сверхтяжёлый танк «Маус», который был произведён всего в двух экземплярах); кроме того, допускаются неаутентичные модификации боевой техники — пушки, башни, двигатели и т. д., в реальности никогда на данный танк не устанавливавшиеся (например башня «Pz I Breda» на танк Pz I C никогда не устанавливалась).
Представленная в игре бронетехника условно делится на пять классов (лёгкие (включая колёсные танки появившиеся в обновлении 1.4), средние и тяжёлые танки, а также противотанковые и гаубичные САУ) и 10 уровней.
На основании собранной статистики игр разработчики время от времени изменяют тактико-технические характеристики отдельных боевых машин для поддержания игрового баланса.
Кроме известных образцов техники, в World of Tanks также представлены машины, существование которых даже в состоянии чертежей оспаривается: разработка таких машин зачастую доходила только до грубых или малоразмерных макетов и эскизов. К таким образцам зачастую относятся танки с уникальными механиками вроде двуствольной орудийной системы в советском дереве исследования, резервной ходовой в американском или охлаждением ствола в японском.

## Разработка

### 2008—2011 годы
Идея игры, по словам разработчиков, возникла 29 или 30 декабря 2008 года, хотя решение сделать игру о танках пришло после разговора в Москве 12 декабря 2008 года, где они думали над тем, про что делать игру. До этого разработчики вели работы над игрой в стиле фэнтези. Весной 2009 года в компанию пришёл гейм-дизайнер Сергей Буркатовский, известный также как SerB. Вскоре проекту дали кодовое название «Танкодром». Работы над первой версией шли до лета 2009 года. Далее начался закрытый альфа-тест игры.
Официальный анонс игры был сделан студией Wargaming 24 апреля 2009 года. По заявлению разработчиков, для создания игры World of Tanks был запланирован самый большой бюджет в истории игровой индустрии стран СНГ, однако точных данных о бюджете игры нет. Альфа-тестирование игры началось в сентябре того же года; на тот момент было создано всего пять моделей танков и одна незаконченная карта. К моменту начала закрытого бета-тестирования 30 января 2010 года были готовы уже несколько десятков моделей бронетехники и три полностью законченных карты. За пять месяцев на участие в бета-тесте было подано около 40 000 заявок, в ходе тестирования проведено более 400 000 боёв.
В марте 2010 года разработчики объявили, что предполагают развивать проект ещё как минимум 5-7 лет.
24 июня 2010 года началось открытое бета-тестирование игры; в первой версии открытого бета-теста игрокам были доступны школы танкостроения СССР и Германии и семь различных карт. 8 июля стартовал закрытый бета-тест англоязычной версии World of Tanks. 12 августа состоялся онлайн-выпуск World of Tanks, однако по техническим причинам серверы игры заработали только 13 августа 2010 года.
27 января 2011 года англоязычная версия игры перешла в режим открытой бета-версии, её релиз состоялся 12 апреля 2011 года.

### 2012 год
В сентябре 2012 года вышло обновление 0.8.0, в котором были улучшены освещение, физика, звуки, а также добавлена система теней. В октябре 2012 года в игру была добавлена пятая (и первая, построившая настоящие танки) нация — Великобритания. В том же месяце — спустя год после своего появления на рынке — World of Tanks впервые стала победителем ежегодной премии Golden Joystick Awards в номинации «Лучшая ММО». На конец 2012 года аудитория World of Tanks насчитывала 45 миллионов зарегистрированных пользователей по всему миру. Также в 2012 году игра была включена в состав дисциплин финальных игр крупнейшего киберспортивного мероприятия мира World Cyber Games.

### 2013 год
В обновлении 8.3, вышедшем в 2013 году, в игру была добавлена китайская нация. Ближе к концу 2013 года World of Tanks сконцентрировалась на японском рынке. Игра была официально выпущена в этом регионе, в сентябре началось сотрудничество с аниме-серией Girls und Panzer, а в декабре в игре появилась японская ветка техники. В декабре 2013 года аудитория World of Tanks достигла очередного рекорда в 75 миллионов зарегистрированных пользователей по всему миру, а сама игра победила в ещё одной номинации премии Golden Joystick Awards — «Лучшая онлайн-игра».

### 2014 год
14 января 2014 года World of Tanks поставила ещё один рекорд Гиннесса по одновременному пребыванию игроков на одном серверном кластере — 1 114 337 игроков. В апреле 2014 года вышло обновление 9.0 под названием «Новый рубеж», в котором были улучшены визуальные эффекты стрельбы, добавлено реалистичное взаимодействие с поверхностью, доработан эффект подрыва боеукладки, а также были переработаны в HD-качестве первые машины. В июле 2014 года с обновлением 9.2 в игре появился один из ключевых элементов клановой игры — Укрепрайоны, которые позволяют игрокам зарабатывать награды и бонусы для своих кланов.
В октябре 2014 года в результате сотрудничества Wargaming и Дэвида Эйера, режиссёра фильма «Ярость», в World of Tanks на ограниченное время появился M4A3E8 Fury — танк сержанта Wardaddy («Папаша»), которого в фильме сыграл Брэд Питт.

### 2015 год
В конце 2015 года, вскоре после анонса обновления 10.0 под названием «Рубикон», его выход был отменён. Проанализировав отзывы игроков, компания приняла решение присвоить обновлению номер 9.12. Одной из главных особенностей этого обновления было введение нового игрового режима — «Бой до последнего». В нём появилась механика возрождения, бои с участием нескольких команд, а также возможность использовать больше одной машины в бою (некоторые из этих механик позже легли в основу режима «Линия фронта»).
В том же году вышло обновление 9.13, в котором в игру была добавлена восьмая нация — Чехословакия.

### 2016 год
Март 2016 года ознаменовался выходом обновления 9.14. В нём в игру был интегрирован звуковой движок Audiokinetic Wwise, что позволило улучшить звучание техники и сделать его более реалистичным. В этом же месяце World of Tanks покорила очередной рубеж — 120 миллионов зарегистрированных игроков по всему миру.
В апреле 2016 года компания Wargaming объявила о работе над комиксом, основанным на вселенной World of Tanks. Комикс под названием World of Tanks: Roll Out должен был состоять из пяти частей и публиковаться издательством Dark Horse Comics, а его авторами выступили Гарт Эннис и Карлос Эскерра.
В июле 2016 года в сотрудничестве с «Белавиа» (белорусская национальная авиакомпания) Wargaming представила брендированный Boeing 737-300, ливрея которого была выполнена в стиле World of Tanks.
В декабре 2016 года было анонсировано появление девятой нации в игре — Швеции. Wargaming объявила, что шведская техника будет добавлена в обновлении 9.17 при поддержке Дольфа Лундгрена, который выступит в качестве официального танкового посла. С введением шведских машин в игре появилась новая механика — осадный режим. Она позволяет игрокам значительно улучшить углы вертикальной наводки за счёт снижения скорости передвижения и мобильности.

### 2017 год
В апреле 2017 года вышло обновление 9.18, в котором значительным переработкам подверглась артиллерия и её механики. Кроме того, был представлен новый балансировщик, а также лёгкие танки IX (9) и X (10) уровней.
В августе 2017 года с обновлением 9.20 в игру был добавлен новый игровой режим — «Генеральное сражение». Бои в этом режиме проходят на картах вдвое большего размера в формате 30 на 30 игроков. В этом же месяце Wargaming и World of Tanks объявили о сотрудничестве со шведской метал-группой Sabaton и представили клип в стиле World of Tanks на композицию «Primo Victoria». Кроме этого, в игре также появился стилизованный танк Primo Victoria, основанный на шведском танке Strv 81. Танк несёт на себе логотип группы Sabaton, а членами экипажа выступают музыканты коллектива. Все танкисты внешне похожи на членов группы, а её вокалист Йоаким Броден озвучил командира танка.
В декабре 2017 года World of Tanks в третий раз была удостоена награды Golden Joystick Awards в номинации «Лучшая игра, в которую всё ещё играют».

### 2018 год
В марте 2018 года вышло самое значительное обновление в истории World of Tanks — оно получило индекс 1.0. С ним игра перешла на новый графический движок собственной разработки под названием Core, который значительно улучшил визуальную составляющую игры. Кроме того, было записано новое музыкальное сопровождение при участии Пражского симфонического оркестра. В том же месяце аудитория World of Tanks достигла нового рубежа в 160 миллионов зарегистрированных пользователей по всему миру.
В мае 2018 года Wargaming и World of Tanks объявили о сотрудничестве с вратарём футбольной сборной Италии и клуба Juventus Джанлуиджи Буффоном в рамках временного игрового режима «Танковый футбол» и добавления в игру итальянской техники. С вводом итальянской ветки в игре появилась новая механика — система дозарядки. По своей работе она схожа с французской магазинной системой, однако у итальянских танков снаряды автоматически заряжаются в магазин, даже если он не был дострелян до конца. Буффон стал танковым послом итальянской нации в игре, а также выступил в роли комментатора для режима «Танковый футбол». Кроме того, в июне 2018 года в игру был добавлен танковый командир с внешностью и голосом Буффона.
В августе 2018 года с обновлением 1.1 в игру была добавлена польская ветка техники. В декабре 2018 года World of Tanks второй год подряд одержала победу в номинации «Лучшая игра, в которую всё ещё играют» на ежегодной премии Golden Joystick Awards (став первой игрой, которой это удалось). В том же месяце Wargaming и World of Tanks объявили о расширении сотрудничества с «Белавиа». Самолёт Embraer 195 был забрендирован как снаружи, так и внутри, и стал первым коммерческим воздушным судном, украшенным символикой компьютерной игры на фюзеляже и в интерьере.

### 2019 год
В феврале 2019 года к лёгким танкам была добавлена первая колёсная техника. Эти машины созданы для ведения исключительно активной разведки, в то время как их гусеничные аналоги могут осуществлять как активную, так и пассивную разведку.
В августе 2019 года World of Tanks организовала первый «Танковый фестиваль», чтобы отметить девятую годовщину выхода игры в свет. Это событие длилось целых два месяца и включало в себя пять отдельных событий, в том числе «Танковые гонки» и «Стальной охотник» в жанре «Королевская битва».
В сентябре 2019 года было объявлено о сотрудничестве с американской панк-рок-группой The Offspring. Калифорнийская четвёрка была добавлена в игру в качестве экипажа собственного премиум танка TL-1 LPS со специальным 3D стилем «Pretty Fly», который был назван в честь сингла «Pretty Fly (For a White Guy)» 1998 года.
13 декабря прошёл «Стрим года» World of Tanks, на котором блогеры и разработчики активно обсуждали изменения в игре, а также померялись силами в шоу-матче. За четырёхчасовой трансляцией наблюдало более 2,5 млн зрителей на разных площадках.

### 2020 год
В обновлении 1.7.1, вышедшее 28 января, была введена первая двухствольная техника. Также в обновлении было введено новое игровое событие «Битва блогеров» с отдельным форматом боёв 7 на 7 игроков на технике 10 уровня.
Мартовское обновление 1.8, вышедшее 4 марта, принесло в игру Боевой Пропуск и старт «Экспедиции 2020» с возвращением режима «Линия Фронта». С выходом этого обновления игра перестала запускаться под Windows XP.
С 4 по 18 мая в игре прошло специальное игровое событие «Дорога на Берлин», посвящённое последним неделям перед окончанием войны в Европе. В этот период игроки сражались против искусственного интеллекта.
Главным событием 2020 года в Мире Танков является десятилетие выхода проекта в релиз, поэтому в честь данного события разработчики подготовили целый ряд игровых активностей, которые стартовали в апреле 2020 года. «Десятилетие» — это серия внутриигровых ивентов, предшествующих главному событию года — 10-летию игры. Юбилейный ивент начался 22 апреля и был разбит на пять актов, символизирующих пять памятных вех в истории World of Tanks. В течение этого времени игроки получали ценные награды, зарабатывая юбилейные монеты и особое внутриигровое имущество в специальном Юбилейном магазине.
В августе вышло самое крупное обновление 2020 года — с номером 1.10. «Танкистов» ждали новая система оборудования, шесть польских средних танков и обновлённая карта «Жемчужная река».
Завершилось лето празднованием фестиваля «День танкиста», который прошёл в онлайн-формате. Всего за танковыми сражениями следило более 3 миллионов зрителей.
В сентябре в игру вернулся очередной выпуск одного из режимов в World of Tanks — «Стальной охотник». «Стальной охотник» был создан на основе популярного в играх режима «Королевская битва», или Battle Royale, с учётом танковых особенностей. С 28 сентября проходило новое игровое событие «Последний Waffenträger». «Танкисты» сражались с танком Waffenträger Auf E 110. Ранее разработчики убрали его первую версию из игры из-за слишком большой силы. Он вернулся в новом научно-фантастическом дизайне и с усиленными характеристиками, чтобы в одиночку противостоять команде из семи «Гончих» на модифицированных танках Т-55.
Самым «играемым» танком в 2020 году в ру-сегменте стал ИС-3, а среди только десятых уровней — ИС-7. Самым «получаемым» танком стал Т-29, а среди только высокоуровневой техники — Bat.-Châtillon 12 t. Самым «получаемым» прем-танком стал Т-34-85М.

### 2021 год
3 марта вышло обновление 1.12, в котором были произведены балансные правки, был доработан интерфейс, Боевой Пропуск (4 сезон) и Стальной Охотник.
29 апреля состоялся релиз World of Tanks в Steam. Версия игры в Steam стала доступна только для новых танковых аккаунтов, зарегистрированных через платформу. При этом новые пользователи получили доступ ко всему контенту World of Tanks, включая десятки боевых локаций, разнообразные режимы и ивенты, а, главное, огромный парк техники, представленный в пяти классах, каждый из которых предлагает особые игровые возможности.
В июне игра получила обновление 1.13, одно из самых крупных в своей новейшей истории. Оно принесло в игру переработанную артиллерию и средства противодействия ей, изменённые механики фугасных снарядов, новый режим и улучшения интерфейса.
По случаю 11-летия игры в World of Tanks вышло обновление 1.14, главными особенностями которого стали: ветка чехословацких тяжёлых танков, карта «Старая гавань», новая механика «Полевая модернизация», режим «Топография» и возвращение «Линии фронта».
27 сентября 2021 года в World of Tanks вернулся режим, в котором вновь сошлись в неравном бою Макс фон Кригер и «Гончие». Прогрессия игрового события «Возвращение Ваффентрагера» состояла из четырёх этапов и включала набор различных элементов для коллекции «Гончих» и коллекции Инженера. Собрав определённое количество элементов и завершив каждый из этапов, игроки получали ценные награды.

## Версии для различных платформ
World of Tanks была адаптирована для целого ряда различных платформ.

#### World of Tanks Console
Игра World of Tanks: Xbox 360 Edition была анонсирована в ходе пресс-конференции Microsoft на выставке Е3 2013. Версия для консоли Xbox 360 разрабатывалась студией Wargaming West (ранее известной как Day One Studios) и была выпущена 12 февраля 2014 года. В июле 2015 года свет увидела версия для консоли Xbox One. Игра стала первой игрой с поддержкой кросс-платформенных сражений между игроками на Xbox One и Xbox 360. В январе 2016 года вышла версия для PlayStation 4. Сегодня аудитория World of Tanks Console насчитывает более 18 миллионов пользователей по всему миру. Игра доступна для Xbox One, Xbox 360 и PlayStation 4 всех поколений. Бесплатно скачать и установить World of Tanks Console в 4K-разрешении и с HDR-поддержкой для PlayStation 4 Pro и Xbox One X могут все владельцы учётных записей PSN и Xbox Live. В 2021 году игра была переименована в World of Tanks: Modern Armor. Это следующий шаг в развитии игры, масса новых возможностей и обновление легендарного геймплея.

#### World of Tanks Blitz
В том же году было объявлено о создании World of Tanks Blitz, мобильной версии World of Tanks для планшетов и смартфонов под управлением Windows 10, Android и iOS. В отличие от версий для ПК и консолей, где в каждой из команд сражается по 15 игроков, в мобильной версии бои проводятся в формате 7 на 7.
Закрытый бета-тест (ЗБТ) был запущен 19 марта 2013 года и проводился до 3 апреля. World of Tanks Blitz была выпущена в мае 2014 года (только на iOS) в ряде европейских стран, включая Норвегию, Швецию, Финляндию, Данию, Исландию и Прибалтику. 27 июня 2014 года состоялся выход игры в Северной Америке — опять же только на iOS. Бета-тест версии для Android проводился в России, и 4 декабря 2014 года World of Tanks Blitz была выпущена по всему миру.
28 декабря 2015 года игра появилась в Магазине Windows (Windows Store), став таким образом доступной для игроков на ПК под управлением Windows 10, а 9 ноября 2016 года World of Tanks Blitz была выпущена в Steam.
По состоянию на июнь 2018 года World of Tanks Blitz была скачана более 100 миллионов раз.
26 августа 2020 игра вышла на консоль Nintendo Switch.

## «Мир танков»
«Мир танков» — официальный преемник World of Tanks, ставший доступным для игроков в октябре 2022 года. Ранее, 31 марта, компания Wargaming передала часть игрового бизнеса под управление Lesta Games, а 4 апреля заявила, что Lesta Games более не аффилирована с Wargaming. Lesta Games занимается оперированием игры на территории России и Беларуси независимо от компании Wargaming.
В январе 2024 года советская и российская рок-группа «Ария» в рамках коллаборации с игрой представила клип на песню «Герой асфальта» из своего одноимённого альбома 1987 года.

## Награды
- Лучшая клиентская онлайн-игра КРИ-2010[126][127]
- Приз за лучшую игровую концепцию («Best New Concept») от портала Massively.com на E3 2010[128]
- Награда «Корона» от журнала «Лучшие компьютерные игры»[25]
- «Выбор редакции» от издания «Домашний ПК»[129]
- «Выбор редакции» от игрового портала Gameguru[130]
- Лучшая бесплатная MMORPG игра («Best Free MMORPG») по мнению сообщества MMO портала MMORPG CENTER[131]
- Самая ожидаемая бесплатная MMORPG игра («Most Anticipated Free MMORPG») по мнению сообщества MMO портала MMORPG CENTER[131]
- Самая ожидаемая MMO игра 2010 года («Most Anticipated MMO in 2010») по итогам пользовательского голосования на MMO портале MMOSITE[132]
- Лучшая стратегическая MMO игра 2010-го года («Favorite Strategy MMO in 2010») по итогам пользовательского голосования на MMO портале MMOSITE[132]
- Лучшая MMO игра 2010 года по мнению читателей и редакции портала Stopgame.ru[133]
- Рекорд по одновременному пребыванию игроков на одном игровом ММО-сервере по версии Книги рекордов Гиннесса[134][135] (91311 человек)
- Лучшая MMO-игра 2010 года по мнению редакции и читателей газеты «Виртуальные радости»[136]
- «Gold Award» от игрового портала Gamers Daily News[137]
- Лучшая игра КРИ-2011[138]
- Приз зрительских симпатий КРИ-2011[138]
- «Best „Game that Needed the Award“ Award» по версии журнала Gamepro по итогам E3 2011[139]
- «Rising Star Award for E3 2011» по версии mmorpg.com[140]
- Звание «Народного лидера» в ходе Всероссийской онлайн-акции «Народное голосование Премии Рунета — 2011»[141]
- «Best MMO Shooter 2011» по версии MMOCrunch[142]
- «Best Use of Online» Develop Award 2012[143]
- «Golden Joystick Awards 2012» Best MMO[144]
- Рекорд по одновременному пребыванию игроков на одном игровом ММО-сервере по версии Книги рекордов Гиннесса[145] (190541 человек); использовались серверные мощности G-Core_Labs[англ.][146]
- «Golden Joystick Awards 2013» Лучшая онлайн-игра[147]
- D.I.C.E. Awards 2014: «Онлайн-игра года»[148].
- Народная игра по версии журнала «Игромания»[149].
- «Golden Joystick Awards 2017» Лучшая игра, в которую всё ещё играют[150].
- «Golden Joystick Awards 2018» Лучшая игра, в которую всё ещё играют[151].
- В марте 2022 года на ежегодной премии LUDI Awards, организованной российскими сайтами Канобу и Игромания, игра заняла 2 место в категории «Лучшая игра-сервис»[152][153].

## Отзывы и рецензии
| Сводный рейтинг       | Сводный рейтинг                            |
| Агрегатор             | Оценка                                     |
| --------------------- | ------------------------------------------ |
| GameRankings          | (PC) 82,32 % (X360) 76,55 % (XONE) 80,14 % |
| Metacritic            | (PC) 80/100                                |
| «Критиканство»        | 83/100                                     |
| Иноязычные издания    |                                            |
| Издание               | Оценка                                     |
| IGN                   | 7,5/10                                     |
| Gamers Daily News     | 9,0/10                                     |
| Cheat Code Central    | 3,7/5                                      |
| TenTonHammer          | 87/100                                     |
| Русскоязычные издания |                                            |
| Издание               | Оценка                                     |
| Absolute Games        | 73 %                                       |
| PlayGround.ru         | 8,3/10                                     |
| StopGame.ru           | «Похвально»                                |
| «Игромания»           | 8,0/10 7,5/10                              |
| «Игры Mail.ru»        | 9,0/10                                     |
| «Канобу»              | 7/10                                       |
| «ЛКИ»                 | 87 %                                       |

Сайт Playground.ru называет игру «лучшим симулятором танковых сражений», но сетует на отсутствие тактического многообразия. По мнению обозревателя журнала «Игромания» Андрея Александрова, World of Tanks — очень динамичная, захватывающая и продуманная онлайновая командная игра, хотя на сегодняшний день она недостаточно зрелищна и довольно аскетична. Он особо отмечает поразительно высокую стабильность клиента игры. Однако обозреватель того же журнала Илья Янович критикует игру за необходимость достаточно длительной «прокачки» маломощных танков низких уровней, общее однообразие боёв при отсутствии срежиссированных разработчиками сценарных поворотов и использование устаревшего игрового движка с ограниченными возможностями разрушения объектов окружающего мира, при этом отмечая высокое качество бронетехники в игре: «Модели — загляденье, физика танков — практически безупречная».
Сайт IGN.com сетует, что вычисления, стоящие за игровой механикой, включают в себя значительный фактор случайности и зачастую неочевидны, но тем не менее называет игру весёлой и лёгкой для первоначального освоения, удачно сочетающей в себе элементы шутера и танкового симулятора. Обзор сайта Gamers Daily News отмечает, что игру легко освоить, но трудно добиться в ней совершенства, а также тот факт, что низкая результативность «Рэмбо»-одиночек подталкивает игроков к взаимодействию в составе команды. Сайт критикует малую реалистичность прицеливания — обнаруженные вражеские танки «просвечивают» сквозь кусты, — слабую разрушаемость игрового мира, а также недостаточное поощрение агрессивных тактик игры.